# Arbalest

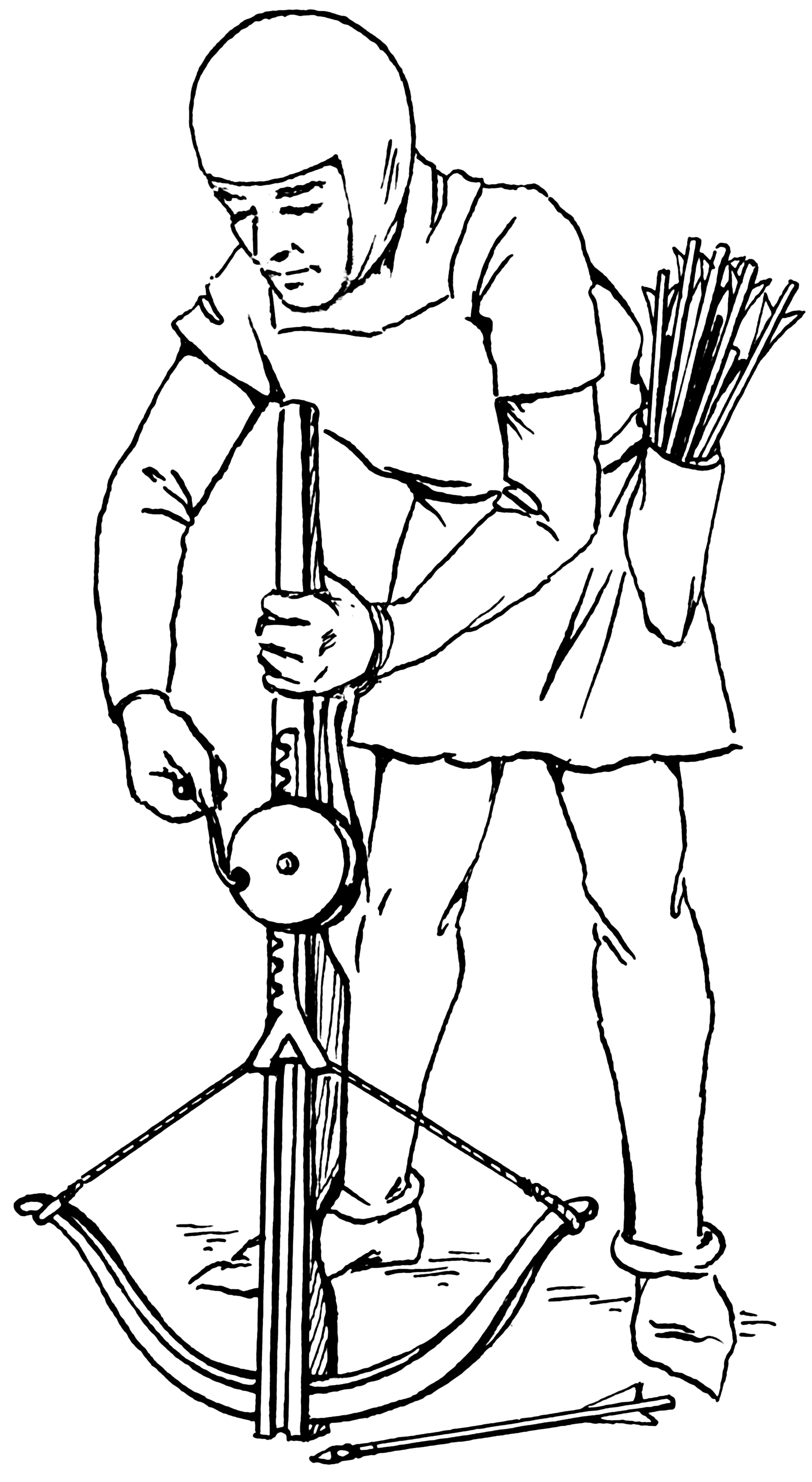
Ein Armbrustschütze beim Laden seiner Arbalest

Die Arbalest (auch Arbalst genannt) war ein im Spätmittelalter verwendetes Modell der Armbrust.

## Beschreibung und Verwendung
Diese Armbrust war eine etwas größere Variante der schon im Frühmittelalter verwendeten Holzarmbrust, mit dem Unterschied, dass bei der Arbalest der eigentliche Bogen aus Stahl gefertigt wurde. Dadurch konnte sie beim Abschießen des Armbrustbolzens diesen mit einer Kraft von bis zu 5000 N beschleunigen. Aufgrund eines neu entwickelten Lademechanismus konnte sie auch schneller geladen werden als andere Armbrustmodelle, ein erfahrener Armbrustschütze konnte mit der Arbalest 2 Bolzen pro Minute abschießen. Oft wurde diese Waffe im Sicheren hinter einem Paveseschild geladen.

## Geschichte
Die Arbalest wurde im 12. Jahrhundert in Mitteleuropa entwickelt. Sie erwies sich bei der Verteidigung der Stadt Konstantinopel als sehr effizient. Verwendet wurde die Arbalest vor allem von den Truppen Italiens. Im 15. und 16. Jahrhundert erlitt sie das gleiche Schicksal wie viele andere Armbrüste auch, sie wurde von den aufkommenden Handfeuerwaffen (Handrohr, Arkebuse, Muskete) verdrängt.